# Carlos Pérez Siquier

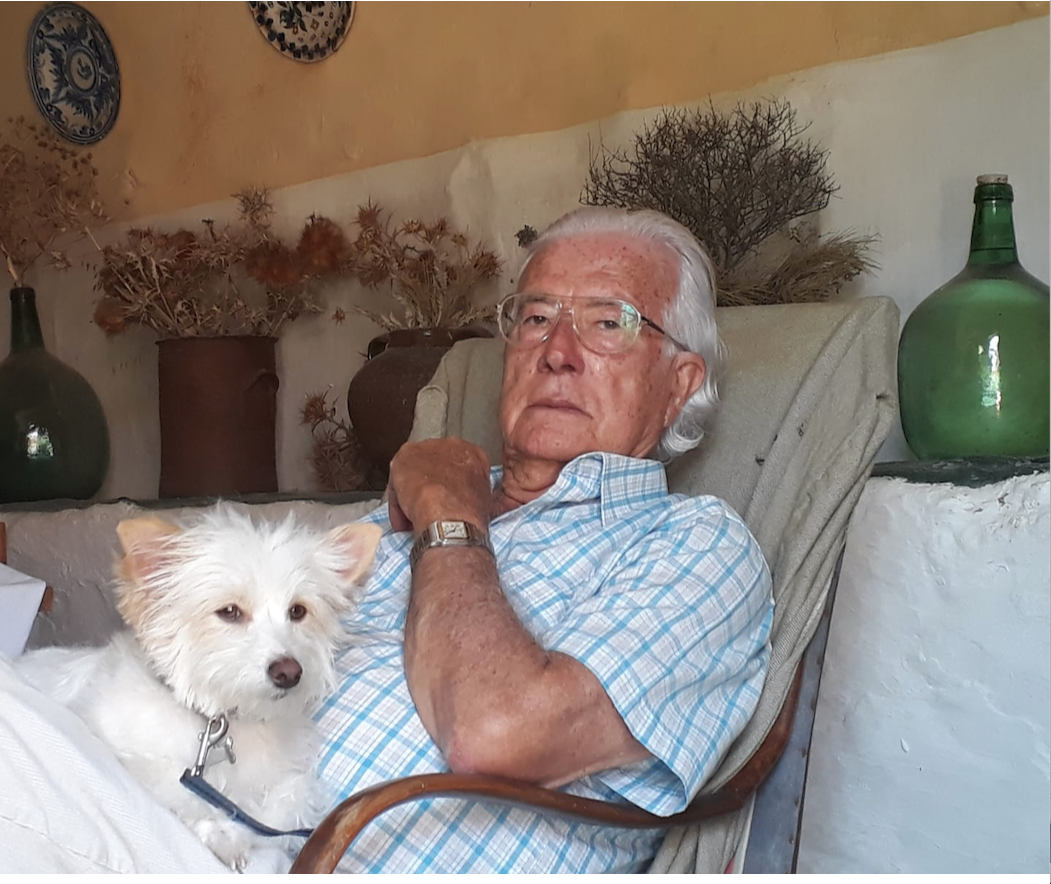
Carlos Pérez Siquier

Carlos Pérez Siquier (* 1930 in Almería; † 13. September 2021 in Almería) war ein spanischer Fotograf. Er gilt als einer der Pioniere der fotografischen Avantgarde in Spanien.

## Leben
Pérez Siquier wurde 1930 als Sohn von Joaquín Pérez Cañadas und Paula Siquier Bestard in Almería geboren. Mit zwölf begann seine Gymnasialausbildung in Almería. Sein Vater, ein Amateurfotograf mit einer Dunkelkammer auf dem Dachboden des Familienhauses, führt ihn in die Fotografie ein. Zwischen 1948 und 1950 studierte er Fotografie an der Kunst- und Handwerksschule in Almería. Pérez Siquier strebte eine Tätigkeit in der Finanzverwaltung an, begann jedoch kurze Zeit später eine Tätigkeit in der Hauptverwaltung der Banco de Santander in Almería. Diese Tätigkeit wird ihn Zeit seines Lebens begleiten - erst mit 58 Jahren entschied er sich vorzeitig in Pension zu gehen, um sich ganz der Fotografie widmen zu können. Pérez Siquier hatte zwei Töchter.

## Werk
Sein persönliches Werk begann in den 1950er Jahren mit der Serie "La Chanca", als er in dem gleichnamigen Armen-Viertel in Almería seine ersten Fotoserien machte. Sein anthropologisch interessierter Blick hielt die Bräuche, Landschaften und Habseligkeiten der Bewohner fest und spiegelte die Würde der Armut in strengem Schwarz-Weiß wider.
Zwischen 1956 und 1963 leitete er zusammen mit José María Artero García die Agrupación Fotográfica Almeriense, deren Zeitschrift AFAL die Arbeiten und Anliegen einer Gruppe junger Leute zusammenfasste: Masats, Terré, Cualladó, Ontañón, Miserachs, Paco Gómez, Schommer und Maspons. Gemeinsam bildeten sie die Avantgarde der damaligen Zeit, die später zu großen Meistern der spanischen Fotografie werden sollten. Sein Kontakt zu ihnen und zu den neuen Talenten wurde durch die fünf Everfoto-Jahrbücher aufrechterhalten, die er zwischen 1973 und 1980 zusammen mit Artero herausgab.
Das Abenteuer endete 1963 und eine neue Etappe begann für ihn, er wechselte das Format und nahm sich der Farbfotografie an. Er arbeitete weiterhin als Bankangestellter, aber aufgrund seiner festen Entscheidung, in Almería zu bleiben, weit weg von den Verlags- und Pressezentren, wurde ihm die Möglichkeit genommen, seine Karriere in diesen Bereichen weiterzuentwickeln. Er nahm an, ab 1965 als freier Mitarbeiter für das spanische Ministerium für Tourismus zu arbeiten. Er nutzte diese Streifzüge entlang der Küste, um diese Arbeit auszuführen und gleichzeitig die Bilder seiner Serie "La playa" (Der Strand) aufzunehmen, die ihn zwanzig Jahre später an die Spitze der fotografischen Innovation stellte. Martin Parr schrieb über Pérez Siquier, dass seine Sammlung "eine der am wenigsten geschätzten, aber originellsten Sammlungen spanischer Fotografie der Nachkriegszeit" sei.
In seiner nächsten Serie, die er "Color del Sur" nannte, tauchen die Merkmale auf, die seine Bilder unverwechselbar machen: gesättigte Farben, fragmentarische Auswahl der Realität, wenige Elemente und durch kompositorische Gesetze verbunden, Ironie, surrealer Humor, Spiel mit dem menschlichen Wahrnehmungssystem.

### Bücher
- 1998. Protección solar. Ed. Mestizo.
- 1998: Imágenes de imágenes. Instituto de estudios almerienses.
- 1999. Pérez Siquier. Photobolsillo. Ed. La Fábrica.
- 2001. La Chanca. Junta de Andalucía.
- 2001: Carlos Pérez Siquier. Colección mínima. Junta de Andalucía.
- 2002. La mirada cómplice. R.S. Fotográfica de Madrid.
- 2002: Medianeras. Colegio de arquitectos de Almería.
- 2003: Almería-Granada-Sevilla. Junta de Andalucía.
- 2005: Almería y el cine. Diputación de Almería.
- 2009: Al fin y al Cabo. Centro Andaluz de la Fotografía.
- 2014: Pérez Siquier esencial. Fundación Museo Casa Ibáñez
- 2015: Mi sombra y yo. Diputación de Almería.
- 2017: Carlos Pérez Siquier. Esenciales de la fotografía española. Ed. El País.
- 2016: La Briseña. Ed. Sonámbulos.
- 2018: Guiños. Homenaje a Pérez Siquier. Universidad de Almería.

### Auszeichnungen
- 2003: Spanischer Preis für Fotografie, begleitet von der Ausstellung und dem Katalog "Pérez Siquier-La Mirada" im Jahr 2005.
- 2003: Goldmedaille von Andalusien.
- 2005: "Pablo Ruiz Picasso"-Preis für plastische Kunst. Abteilung für Kultur der Regionalregierung von Andalusien.
- 2013: Bartolomé-Ros-Preis "für seine Arbeit als Förderer der Fotografie, durch die AFAL-Gruppe und für seine Arbeit in Farbe, die die Türen zur Erweiterung der Grenzen der Fotografie in den sechziger und siebziger Jahren öffnete.